# ノックスクート
ノックスクート (NokScoot) は、かつてタイ王国・バンコクにあるドンムアン空港を拠点に運航した格安航空会社。運航時のブランドスローガンは、"Fly Awesome" (最高の空の旅を）。

## 概要
タイの格安航空会社「ノックエア」 (49%) とシンガポールの格安航空会社「スクート」 (49%) 、フエアンナミトルカンパニー (2%) の共同出資により、長距離国際線を運航する格安航空会社として設立された。正確には新規設立ではなく、タイの航空会社「ピートエア (Pete Air)」をノックエアとスクートが買収し名称変更するという方法が採られており、これは就航準備期間をより短くするためである。ブランドロゴには、ネットワークを拡大し、世界中を目にしたいという会社の意向を表現した「ノックスクートバード」と呼ばれる鳥のキャラクターが制定され、コーポレートカラーにはノックエアとスクート両社のコーポレートカラーでもある黄色が採用された。
2015年3月には初の日本行き路線となるバンコク－成田線の運航を予定していたものの、同月に国連国際民間航空機関（ICAO）がタイ航空局に対し安全審査体制において「重大な安全上の懸念」があると指摘したことを受け、国土交通省が認可を中断。これにより就航を延期せざるを得なくなった。
2017年10月、ICAOがタイ航空局の「重大な安全上の懸念」を解除したことに伴い、路線の拡大計画を発表。今後、半年をめどに新機材を導入し、バンコク/ドンムアン空港から日本、中国、インド、韓国へ新路線を開設することが報じられた。
2018年4月20日、国土交通省より外国人国際航空運送事業の経営許可を受け、6月1日よりドンムアン空港 - 成田国際空港間に就航。
2020年6月、経営不振等により清算。事業を終了した。経営不振の理由としては、同社が設立以来通年黒字を達成できていない中、航空業界における競争環境の激化に見舞われたことに加え、新型コロナウイルス感染症による渡航制限や需要急減により業績がさらに悪化したことが挙げられている。なおこれに伴い、清算に向けた作業を行う少人数を除く従業員425人が解雇され、残りの従業員も清算完了後に解雇されることとなった。

## 沿革
- 2014年8月20日 : 設立。
- 2015年6月2日 : ドンムアン空港 - 南京禄口国際空港間就航。
- 2015年10月25日 : ドンムアン空港 - 台湾桃園国際空港間就航。
- 2016年1月15日 : ドンムアン空港 - 天津浜海国際空港間就航。
- 2016年4月4日 : ドンムアン空港 - 瀋陽桃仙国際空港間就航。
- 2016年9月23日 : ドンムアン空港 - 大連周水子国際空港間就航。
- 2017年11月22日 : ドンムアン空港 - 西安咸陽国際空港間就航。
- 2018年6月1日 : ドンムアン空港 - 成田国際空港間就航。
- 2018年10月29日 : ドンムアン空港 - 関西国際空港間就航[16]
- 2020年6月26日 : 取締役会で事業終了と会社清算を決議。

## 保有機材

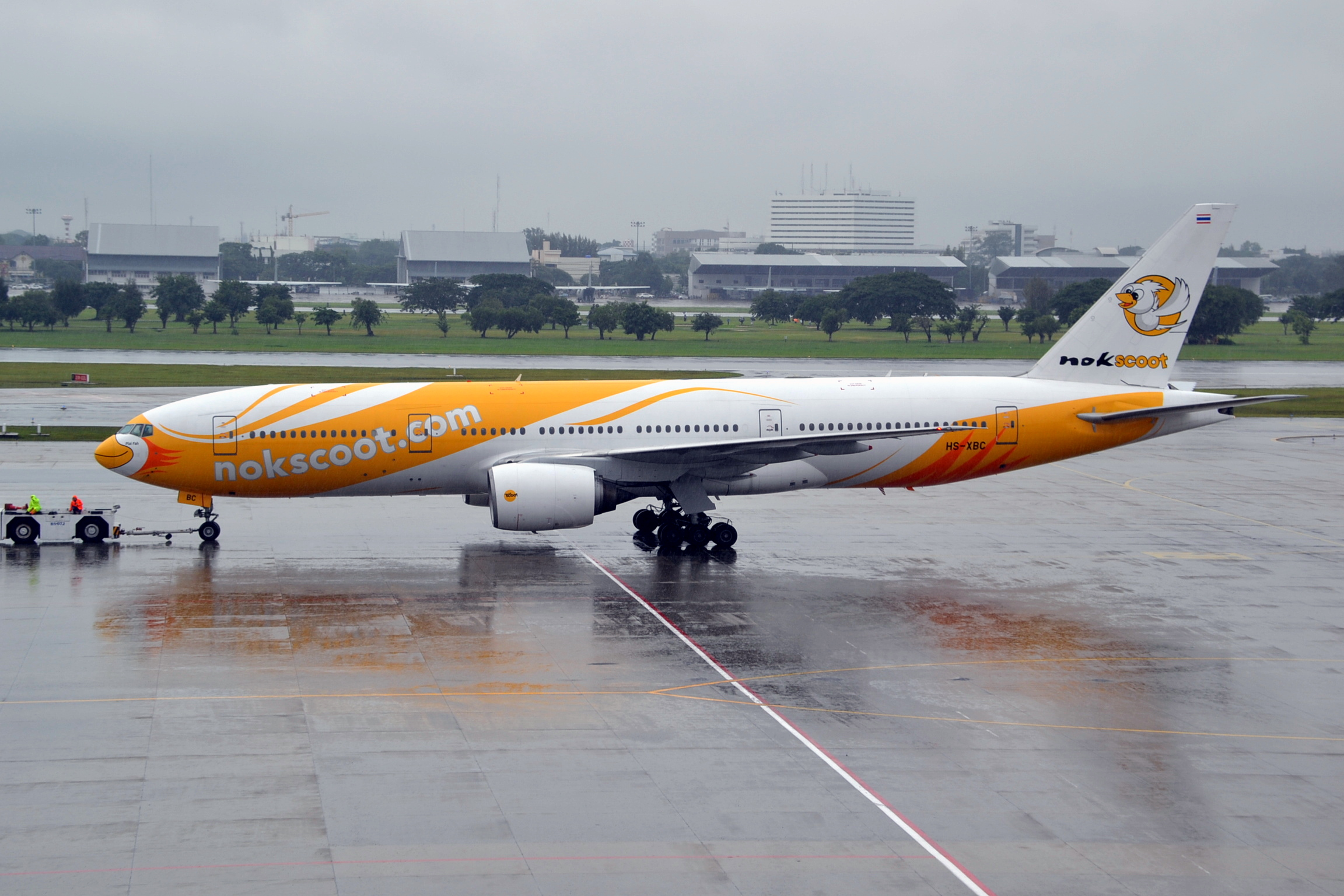
ノックスクートのボーイング777-200ER型機

ノックスクートは、スクートの親会社であるシンガポール航空から入手したボーイング777-200ER型機のみを運航しており、最初の航空機は2014年11月に保有機材に加わった。機体塗装は、親会社のスクートとノックエアの塗装を組み合わせたものを採用している。
| 機材                | 運航機数 | 発注機数 | 座席数 | 備考                   |
| ------------------- | -------- | -------- | ------ | ---------------------- |
| ボーイング777-200ER | 7        | 0        | 415    | シンガポール航空に返却 |

いずれも2001〜2002年製の元シンガポール航空運用機

## 就航路線
2020年6月30日時点
| 国     | 都市     | 空港                           | 備考                 | その他参照    |
| ------ | -------- | ------------------------------ | -------------------- | ------------- |
| タイ   | バンコク | ドンムアン空港                 | ハブ空港             |               |
| 中国   | 瀋陽     | 瀋陽桃仙国際空港               |                      |               |
| 中国   | 青島     | 青島流亭国際空港               |                      |               |
| 中国   | 天津     | 天津浜海国際空港               |                      |               |
| 中国   | 南京     | 南京禄口国際空港               |                      |               |
| 台湾   | 台北     | 台湾桃園国際空港               |                      |               |
| 日本   | 大阪     | 関西国際空港                   | スクートと共同で運航 | [ 25 ]        |
| 日本   | 札幌     | 新千歳空港                     |                      | [ 26 ] [ 27 ] |
| 日本   | 東京     | 成田国際空港                   | スクートと共同で運航 |               |
| インド | デリー   | インディラ・ガンディー国際空港 |                      | [ 28 ]        |

### 過去の運航路線
- 上海/上海浦東国際空港[29]
- 西安/西安咸陽国際空港[30]
- 大連/大連周水子国際空港[30]

## サービス内容
運航時はスクートと同様に、座席指定、機内預け手荷物、機内食、各種付加サービスは有料となっていた。
また、優先的なチェックインや搭乗案内、無料の機内食といったサービスが受けられるScootBiz というビジネスクラス相当の機内クラスが用意されていた。
この他、フライトパス（Flight Pass）という各種サービスが割引で利用できる回数券を販売していた。